# Jura-Bauernhof-Museum

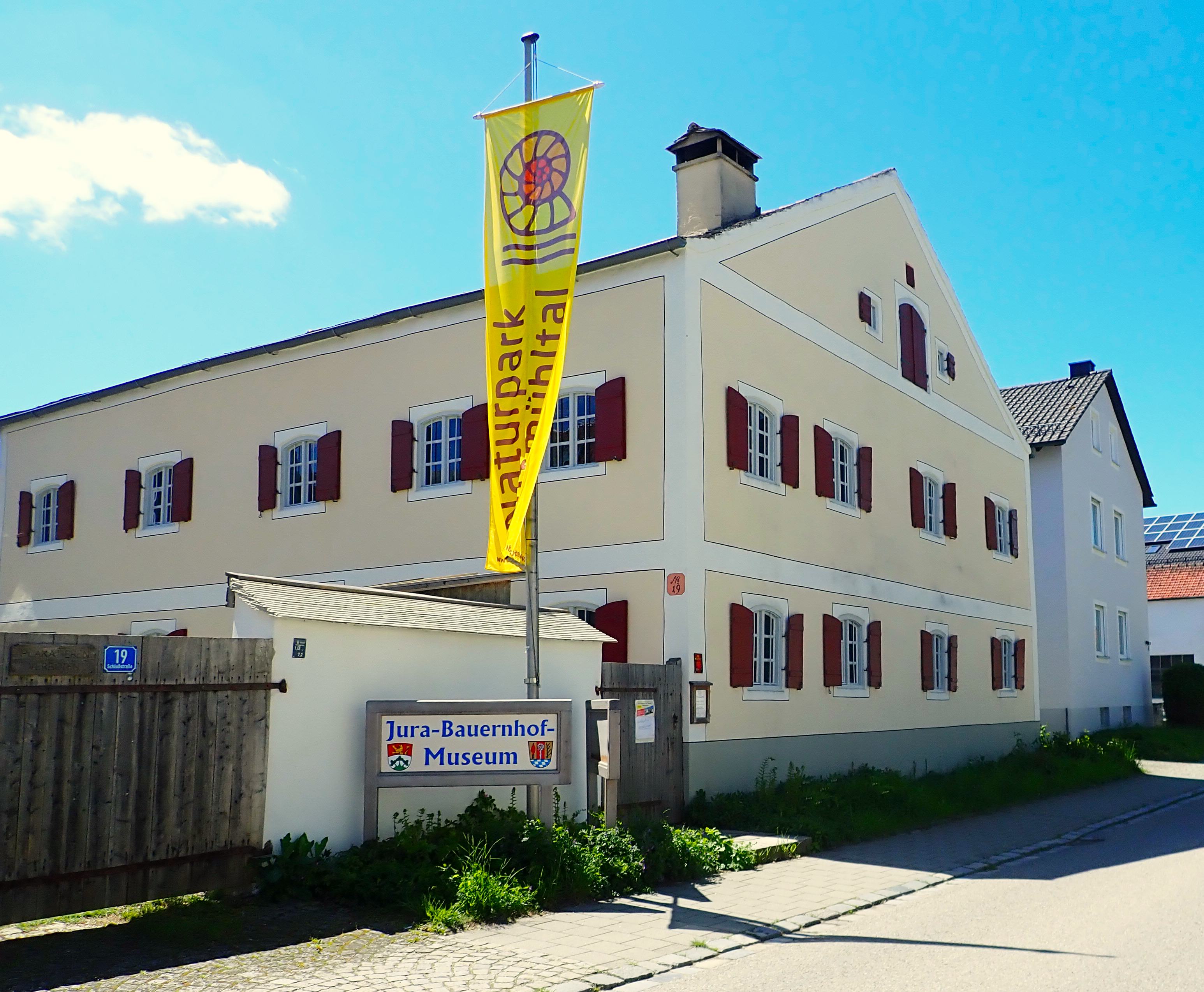
Hauptgebäude des Jura-Bauernhof-Museums in Hofstetten

Das Jura-Bauernhof-Museum ist ein Bauernhofmuseum in Hofstetten in der Gemeinde Hitzhofen (Landkreis Eichstätt) im Naturpark Altmühltal in Bayern. 
Das Museum befindet sich innerhalb eines denkmalgeschützten ehemaligen Bauernhofes im Baustil eines Jurahauses und wird vom Verein Jura-Bauernhof-Museum e.V. betrieben.

## Museumsbetrieb
Der Hof mit Wohnstallhaus, Stadel, Nebengebäuden und Garten vermittelt einen Eindruck zur Lebens- und Arbeitsweise der Jurabauern. Auf dem Hof lebten Bauern und Dienstboten sowie Tiere, wie Pferde, Rinder, Tauben und Bienen. In den Gebäuden und auf dem Gelände sind zahlreiche historische Objekte und Fahrzeuge ausgestellt. Alle Räume und der Bauerngarten sind für Besucher begehbar.

## Geschichte
Der Hof wurde erstmals 1551 urkundlich in den Zinsbüchern des Hochstifts Eichstätt genannt. Besitzer war damals der Pfarrer Hofstettens, Willibaldus Mayr. Der Hof wechselte im Laufe der Zeit einige Male den Besitzer, bevor er 1786 an die Familie Schermer/Albrecht überging, die den Jura-Bauernhof für nahezu 200 Jahre besaßen. Von ihnen stammt der Name "Kipferlerhof" als Hausname des Hofes, der bis heute noch als Beiname des Museums fungiert. Die Herkunft des Namens ist unklar. 1984 starb der letzte Familienangehörige der Albrechts kinderlos und die Erbfolge erlosch. Der damalige Kreisheimatpfleger Wunibald Iser erkannte den kulturhistorischen Wert des heruntergekommenen Kipferlerhofs. Der Landkreis Eichstätt erwarb den Bauernhof und setzte ihn durch Renovierungsarbeiten wieder instand, um darin ein Museum einrichten, das einem dazu gegründeten Förderverein übertragen wurde. 1986 wurde das Jura-Bauernhof-Museum gegründet. 

## Bauweise

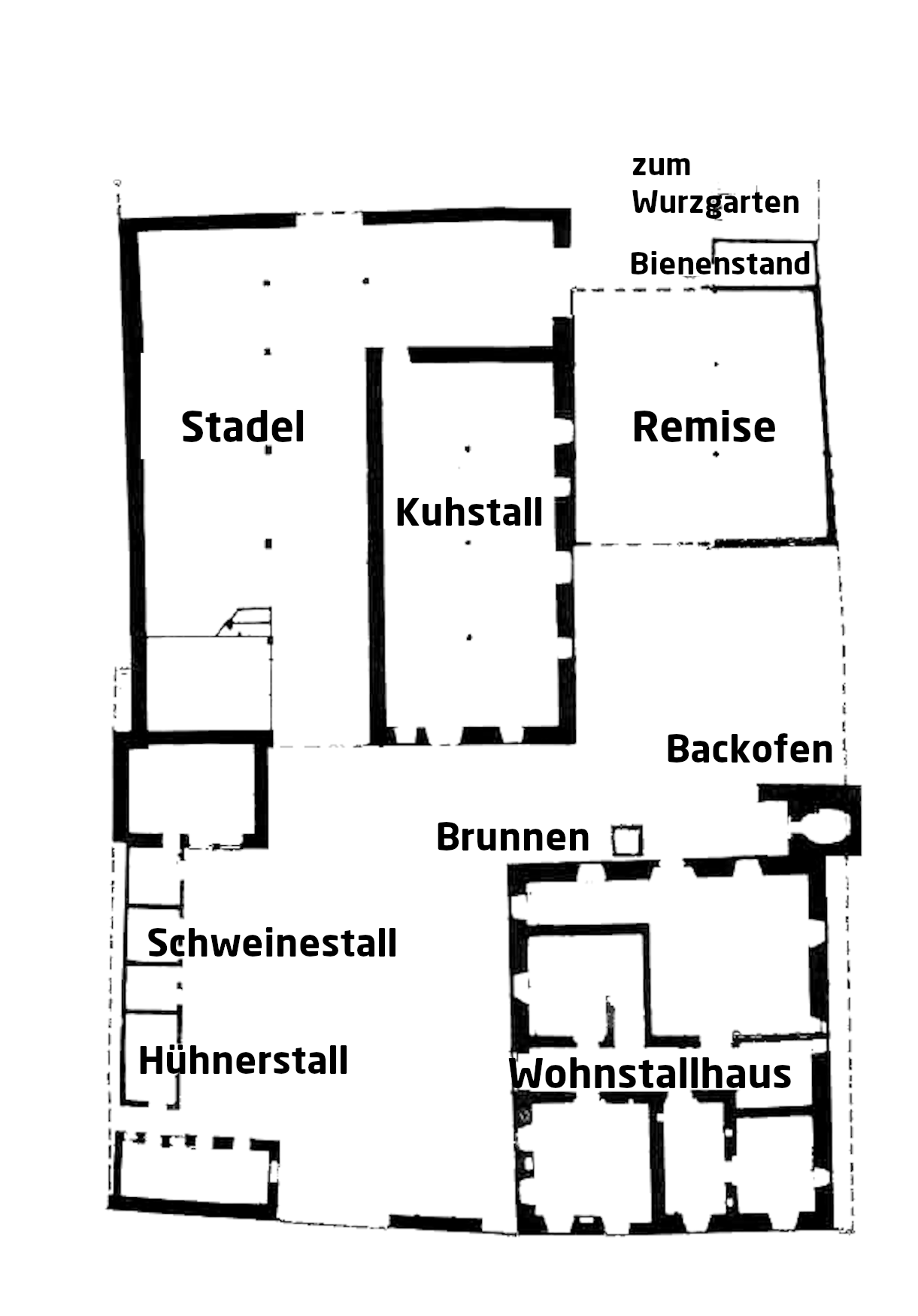
Grundriss des Jura-Bauernhof-Museums in Hofstetten

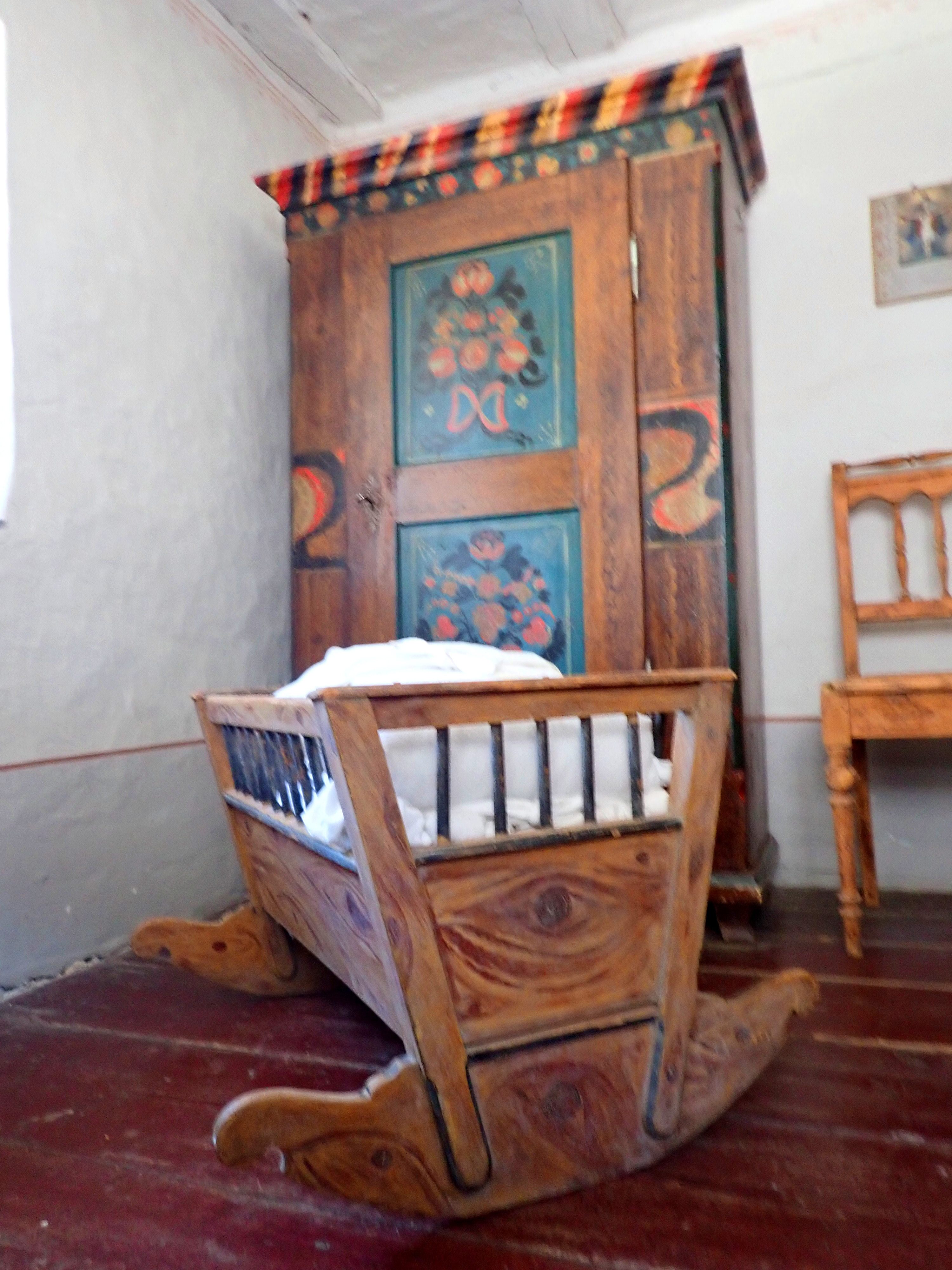
Kinderwiege und Schrank mit Bauernmalerei

Im Kern stammt das Gebäude aufgrund der urkundlichen Erwähnung vermutlich aus dem 16. Jahrhundert, die heute erkennbaren Gebäude stammen aber aus der ersten Hälfte des 19. Jahrhunderts. Auch die Segmentbogenfenster, Die Toreinfahrt und der hölzerne Türstock sind über 150 Jahre alt. Das Gelände ist von einer Hofmauer umgeben.
Das Hauptgebäude ist ein zweigeschossigem Wohnstallhaus. Es ist ein Jurahaus mit dem für diesen Gebäudetyp charakteristischen Kalkplattendach. Die Bauweise der Jurahäuser ist geprägt vom Material, das in den nahe gelegenen Steinbrüchen gewonnen werden konnte. Das Dach als deutlichstes Kennzeichen der Jura-Bauten ist mit Kalkplatten aus Solnhofener Plattenkalk (sogenannter Legschiefer) gedeckt, die in den Plattenbrüchen der Altmühlalb gebrochen wurden. Damit die lose aufgelegten Dachplatten nicht abrutschen, hat das Dach eine flache Dachneigung und einen massiven Dachstuhl, um die schwere Dachdeckung zu tragen. Wie andere Jura-Häuser hat es einen geringen Dachüberstand und kleine Fensteröffnungen. Die massiven Hauswände wurden aus Kalkbruchsteinen gemauert. Der Löschkalk für Mörtel, Wandputz und Wandfarbe wurde aus Kalksteinen gebrannt. Die Jurahäuser gibt es daher nur in der Entfernung von den Steinbrüchen, die eine Pferdefuhre innerhalb eines Tages beliefern und wieder zurückkehren konnte. Die Balken für Decken und Dachstuhl holte man aus den umliegenden Wäldern.
Im Hauptgebäude waren auf zwei Stockwerken die Besitzerfamilie mit den Bediensteten, aber auch die Tierställe untergebracht. In dem Wohnstallhaus diente die Wärme der Tiere im Untergeschoss früher als Heizung der Wohnung im Obergeschoss. Die heutige Ausstattung der einzelnen Räumlichkeiten stammt weitestgehend von den ehemaligen Bewohnern, vereinzelt wurden für eine bessere museale Vermittlung Objekte ergänzt.
In der Scheune, dem Stadel, waren Heu und Stroh sowie zahlreiche landwirtschaftliche Geräte untergestellt, die heute dort ausgestellt sind. Im Stadel wurden auch zahlreiche Arbeiten durchgeführt, wie das Dreschen und Häckseln des Getreides. In den Ställen waren unter anderem Kühe untergebracht. Auch alle Nebengebäude des Hofes können besichtigt werden. Das sind unter anderem der offene Backofen, der Brunnen, das Lager (die „Remise“) und der Holzschuppen. Im Hühnerstall werden noch heute Hühner gehalten. 2005 erhielt das Jura-Bauernhofmuseum zusätzlich eine neue Geräteremise, in der alte Traktoren, Bindemäher und Eggen ausgestellt sind.
Der Gemüse- und Kräutergarten (der sog. „Wurzgarten“) wird noch heute gepflegt und ist mit Gemüse, Heilkräutern und Küchengewürzen bepflanzt. Im Obstgarten stehen alte Apfelsorten. Er wird heute für Feste und Veranstaltungen innerhalb des Museumsbetriebs genutzt.